# Александров, Виктор Фёдорович
Виктор Фёдорович Александров (2 января 1922 года, Богородск, Московская губерния — 1996 год, Ногинск, Россия) — передовик производства. Заслуженный рационализатор РСФСР (1967). Герой Социалистического Труда (1971).

## Биография
Родился 2 января 1922 года в Ногинске. Вместе со семьёй переехал во Владивосток, где окончил семилетнюю школу. Потом обучался в профессиональном училище, по окончании которого получил специальность слесаря. С 1939 года работал на транспортном предприятии и с 1941 года — на заводе № 202. В 1942 году был призван в армию. Службу проходил в Дальневосточном военном округе. Участвовал в сражениях против японских войск. После демобилизации в 1946 году переехал в Ногинск, где с февраля 1947 года работал слесарем на заводе № 12 Министерства среднего машиностроения СССР. На этом заводе проработал до выхода на пенсию в 1975 году. Занимался ремонтом оборудования, которое использовалось для производства обогащённого урана для АЭС. За время работы внедрил около ста рационализаторских предложений, за что ему было присвоено в 1967 году звание «Заслуженный рационализатор».
За высокие трудовые достижения при выполнении пятилетки по выпуску спецпродукции был удостоен звания Герой Социалистического Труда.
В 1975 году вышел на пенсию и продолжил работу в заводском учебном заведении по подготовке рабочих специалистов. В этом заведении преподавал до 1985 года.
Скончался в 1996 году.

## Награды
- Медаль «За трудовое отличие» (1953)
- Орден Знак Почёта (1962)
- Герой Социалистического Труда — указом Президиума Верховного Совета СССР от 26 апреля 1971 года
- Орден Ленина (1971)
- Орден Отечественной войны II степени